# لوول (ماساچوست)
لووِل (به انگلیسی: Lowell) شهری در شهرستان میدلسکس ایالت ماساچوست می‌باشد که در سال ۱۸۲۶ بنیان‌گذاری شده‌است. این شهر در سرشماری سال ۲۰۱۰ میلادی، ۱۰۶٬۵۱۹ نفر جمعیت داشته‌است.